# Asamblea Nacional Televisión
Asamblea Nacional Televisión (ANTV) fue un canal de televisión estatal venezolano, cuya sede queda ubicada en Caracas. El canal fue propiedad del Ministerio del Poder Popular para la Comunicación y la Información y operado por la Asamblea Nacional de Venezuela.
Fue reemplazado en 2016 por la Fundación Audiovisual Nacional de Televisión ANTV para la Asamblea Nacional Constituyente de Venezuela de 2017 en fase de ANCtv y posteriormente como ANTV para la V Legislatura de la Asamblea Nacional, mientras su contraparte Capitolio TV para la IV Legislatura de la Asamblea Nacional, este último siendo emitido hasta el 5 de enero de 2021 mediante streaming por YouTube.

## Historia
ANTV fue fundado el 12 de marzo de 2005. Transmitió inicialmente a través de cuatro compañías venezolanas de televisión por suscripción Intercable, DirecTV, Net Uno y SuperCable. A mediados de 2006 inició operaciones en señal abierta en Caracas por la frecuencia 62 y progresivamente su señal se fue expandiendo a otras ciudades. Posteriormente, el canal fue incorporado a la televisión digital abierta de Venezuela.
Su logo fue modificado el 3 de agosto de 2006 al añadirse una octava estrella, debido al cambio del diseño de la bandera venezolana.
En 2010, ANTV pasó a ser el único medio de comunicación autorizado a transmitir desde el hemiciclo de sesiones de la Asamblea Nacional. Los demás medios de comunicación debían usar la señal de ANTV para informar sobre las sesiones. Esta medida de exclusividad para ANTV fue eliminada el 6 de enero de 2016.
La mayoría de los programas de ANTV tenían como objetivo seguir y ampliar la información que se generaba en la Asamblea Nacional. El resto de la programación se complementaba con programas de VTV y ViVe.

### Liquidación del canal
El 8 de diciembre de 2015, el entonces presidente de la AN Diosdado Cabello informó que la concesión de la señal de ANTV sería entregada a los trabajadores del canal. El 10 de diciembre de 2015, fue aprobado por los diputados del PSUV el traspaso de ANTV y de AN Radio a sus empleados.  En ese día también se aprobó 400 millones de bolívares para la operatividad de la televisora y la radio de la Asamblea Nacional para el año 2016. El cambio de administración se generó como consecuencia de los resultados de las Elecciones parlamentarias de Venezuela de 2015 y de las declaraciones del diputado Henry Ramos Allup. Sin embargo, algunos expertos señalan que, además de confuso, el traspaso es ilegal.
El 31 de diciembre de 2015 se informó que el canal cambiaría su nombre por el de Fundación Audiovisual Nacional de Televisión ANTV. Según el diputado Darío Vivas, el nuevo canal serviría para "ver contenido, con veracidad y buena información". Los trabajadores de la planta asumirían las funciones operativas y administrativas del canal a partir del 1 de enero de 2016.
El 31 de diciembre de 2015, el canal dejó de emitir señal propia para repetir en cambio la señal de Venezolana de Televisión.
El 4 de enero de 2016 hubo denuncias por parte de varios empleados del canal de despidos masivos y de pérdida de equipos. La Fundación ANTV ha argumentado que no hay despidos porque la antigua ANTV fue liquidada y el nuevo canal no había empezado todavía. También la Fundación ANTV ha desmentido el robo de los equipos.

### Sustitución
El 15 de enero de 2016 salió al aire la señal de Fundación Audiovisual Nacional de Televisión ANTV, canal que sustituye a Asamblea Nacional Televisión. También el 13 de octubre de 2016 fue lanzado Capitolio TV, el cual emite vía streaming por YouTube, a la espera de iniciar transmisiones oficiales y poder ser incorporado por las cableoperadoras privadas.

## Logotipo

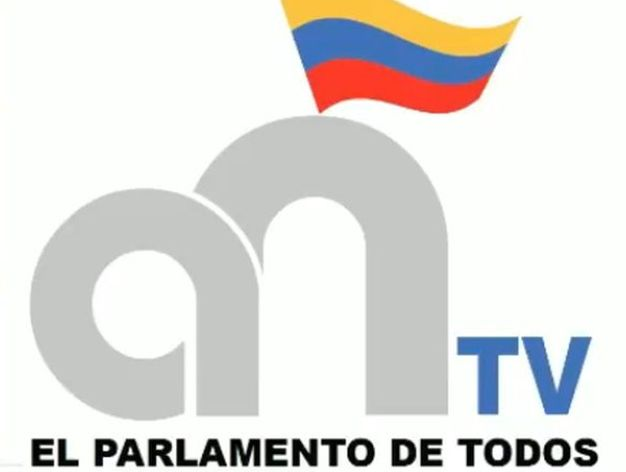
Logotipo desde febrero hasta abril de 2016.

El logo del canal tiene un fondo de color blanco una "n" que representa al Palacio Federal Legislativo con el pabellón tricolor nacional ondeando en la parte de arriba.
Este logotipo fue estrenado a finales de febrero y fue realizado por petición de la cámara con mayoría calificada opositora. En abril fue reemplazado por la sigla del canal junto a barras de colores amarillo, azul y rojo.

## Críticas
- La oposición venezolana ha criticado al canal por ofrecer información favorable a los gobiernos de Hugo Chávez y Nicolás Maduro, supuestamente omitir noticias relacionadas con sucesos o crímenes en ciudades o estados gobernados por el chavismo, presuntamente dar noticias falsas, difundir grabaciones de conversaciones telefónicas privadas de políticos opositores, no censurar el lenguaje soez durante el horario de Todo Usuario, y aparentemente incumplir la Ley Resorte para Radio y Televisión, sin que el canal sea sancionado por CONATEL.
- El 30 de abril de 2013, el canal omitió una reyerta que ocurrió dentro del hemiciclo de sesiones de la Asamblea Nacional.[15][16] Según el diputado Pedro Carreño, el cese de la transmisión ocurrió debido a que le habían reventado un cable a la televisora.[17]
- El 19 de noviembre de 2015, el presentador de noticias Luis Eduardo Ynciarte renunció durante la transmisión del noticiero en vivo anunciando su despedida por su bajo salario. El canal no desmintió esta noticia y se convirtió en viral en el país. La noticia fue también publicada en los medios internacionales.